# 平江起义旧址
平江起义旧址原为天岳书院，位于位于湖南省平江县城东1.5公里的平江县一中校园内，占地面积5948平方米，建筑面积3907平方米。1928年7月22日，彭德怀、滕代远、黄公略等在此领导和发动了的“平江起义”，成立中国工农红军第五军。

## 天岳书院
起义旧址为天岳书院，始建立于清康熙五十九年（1720年），为砖木结构，占地2700平方米。因书院原址面向三阳乡天岳村小天岳山，故有其名。
门首嵌“天岳书院”匾额，两侧镌刻“天经地纬、岳峙渊渟”石联，传为清代学者李次青所写。
光绪二十八年（1902年）改为平江小学堂，后平江高等学堂、师范、中学、平江第一中学，如今为平江县第一中学

## 历史
- 1928年4月，彭德怀率国民革命军独立师驻扎在天岳书院。
- 1928年7月22日，彭德怀、滕代远、黄公略等在此领导和发动了平江起义
- 1985年，天岳书院辟为平江起义纪念馆，陈云为其题写“平江起义纪念馆” 匾额。
- 1988年1月13日，国务院公布平江起义旧址为全国重点文物保护单位
- 1990年，中共中央军委赠制彭德怀铜像，横刀立马于起义旧址门前。

## 布局结构
坐南朝北，白色山墙，青灰屋瓦，歇山式屋顶，有大门、中厅、后厅和东西斋等砖木结构，门口左侧是彭德怀骑马雕塑。
馆内有：平江起义史料陈列、彭德怀同志光辉业绩陈列、膝代远、黄公略生平陈列、光荣的平江起义团陈列。

## 相关
- 平江县第一中学
- 平江起义
- 平江县